# Oswaldo Arcia
Oswaldo Celestino Arcia (Anaco, Anzoátegui; 9 de mayo de 1991) es un beisbolista profesional venezolano que es agente libre de las Grandes Ligas (MLB). Anteriormente jugó con los Minnesota Twins, Tampa Bay Rays, Miami Marlins  y San Diego Padres. En la LVBP de su país natal juega para Leones del Caracas. Se desempeña principalmente como jardinero derecho.

## Carrera profesional

### Minnesota Twins
Arcia fue agregado a la plantilla de 40 jugadores de los Mellizos de Minnesota el 18 de noviembre de 2011. Fue nombrado el Bateador de las Ligas Menores de los Twins del año 2012 gracias a su desempeño, con línea ofensiva de .320/.388/.539, 17 jonrones y 98 carreras impulsadas.
Arcia fue llamado a las Grandes Ligas por primera vez el 15 de abril de 2013. Se fue de 3-1 en su debut. Bateó su primer jonrón el 23 de abril frente a José Fernández de los Marlins de Miami. Finalizó la temporada con promedio de bateo de .241 y 14 jonrones en 97 juegos, demostrando poca disciplina al batear que se reflejó en 117 ponches recibidos en 303 turnos al bate.
En 2014, Arcia inició la temporada como el jardinero derecho titular de los Twins. Jugó sólo cuatro juegos antes de lesionarse la muñeca y ser asignado a la lista de lesionados. Fue reactivado a finales de mayo y finalizó la temporada con promedio de .231 con 20 jonrones y 57 impulsadas.
Para la temporada 2015, fue elegido como el jardinero izquierdo de los Twins.
En 2016, bateó para .214 con cuatro jonrones y 12 impulsadas antes de dejar al equipo.

### Tampa Bay Rays
El 24 de junio de 2016, Arcia fue transferido a los Rays de Tampa Bay a cambio de un jugador a ser nombrado o dinero en consideración. Jugó 21 partidos para los Rays, antes de ser designado para asignación el 19 de agosto de 2016.

### Miami Marlins
El 23 de agosto, los Marlins de Miami reclamaron a Arcia y lo asignaron a su lista de Grandes Ligas. Después de dos turnos al bate con los Marlins en dos juegos, lo designaron para asignación el 25 de agosto, luego de adquirir a Jeff Francoeur.

### San Diego Padres
Arcia fue reclamado por los Padres de San Diego el 27 de agosto. En total para la temporada 2016, registró promedio de .203 con ocho jonrones y 23 impulsadas en 202 turnos al bate. Quedó en libertad el 21 de noviembre de 2016.

### Arizona Diamondbacks
El 20 de diciembre de 2016, Arcia firmó un contrato de ligas menores con los Diamondbacks de Arizona. Eligió la agencia libre el 6 de noviembre de 2017.

### Hokkaido Nippon-Ham Fighters
Arcia firmó un contrato por un año y $1,16 millones con los Hokkaido Nippon-Ham Fighters el 15 de diciembre de 2017.

### Diablos Rojos del México
El 15 de febrero de 2019, Arcia firmó con los Diablos Rojos del México de la Liga Mexicana.

### Guerreros de Oaxaca
El 3 de mayo de 2019, Arcia fue traspasado a los Guerreros de Oaxaca de la Liga Mexicana. Quedó en libertad el 24 de julio de 2019.

### Olmecas de Tabasco
El 27 de julio de 2019, Arcia firmó con los Olmecas de Tabasco de la Liga Mexicana. Quedó en libertad el 13 de agosto de 2019. 

### Tigres de Aragua
Comenzó su carrera en la temporada 2009-10 con los bengalíes, con los cuales jugó hasta el año 2014 cuando fue traspasado a los Caribes de Anzoáteguí con su hermano Orlando Arcia a cambio de los jugadores Eduardo Escobar (IF) y Avisaíl García (OF). Sólo logró obtener un título con el club en la temporada 2011-12 mas vio poca acción debido a las lesiones. 

### Caribes de Anzoátegui
El año 2016 Oswaldo Arcia jugó sus primeros partidos en la Liga Venezolana de Béisbol Profesional para los Caribes de Anzoátegui, jugando un total de 16 partidos. Dos temporadas después, en 2018 volvió al conjunto oriental, temporada en la que casi no jugó. Arcia repitió con los Caribes hasta 2021. En 2019 cosechó 22 hits, 2 dobletes y 3 jonrones en 30 partidos con un promedio bateador de .220. En 2020 consiguió 18 hits, 3 dobletes y 2 jonrones en 25 partidos, para un promedio de .247 y en el que los Caribes consiguieron un nuevo título de liga. Finalmente en su último año, bateó 15 hits, 3 dobletes y 5 jonrones en 3 partidos más que la temporada anterior. Durante las temporadas que estuvo en la tribu jugó 100 partidos, en los que bateó 60 hits, de los cuales, 8 fueron dobletes y 13 jonrones, consiguiendo un promedio bateador de .205.

### Leones del Caracas
El 9 de marzo de 2022, Oswaldo Arcia y su hermano Orlando Arcia fueron cambiados entre los Leones del Caracas y los Caribes de Anzoátegui a cambio de los lanzadores José Marco Torres, Loiger Padrón, Luis Amaya y Jesús Rodríguez. El conjunto capitalino consiguió sobrepasar la temporada regular y el round robin en primer lugar, llegando a la final contra los Tiburones de La Guaira. Oswaldo Arcia jugó un importante durante la temporada participando en 42 partidos durante la temporada regular, consiguiendo batear 40 hits, 9 dobletes y 11 jonrones en 124 turnos al bate, lo que le consiguió un porcentaje de bateo de .323. Ya en el round robin, Arcia jugó 16 partidos en los que pegó 13 hits, 2 doblete y 4 cuadrangulares con un promedio de bateo de .241.